# Jan Teska

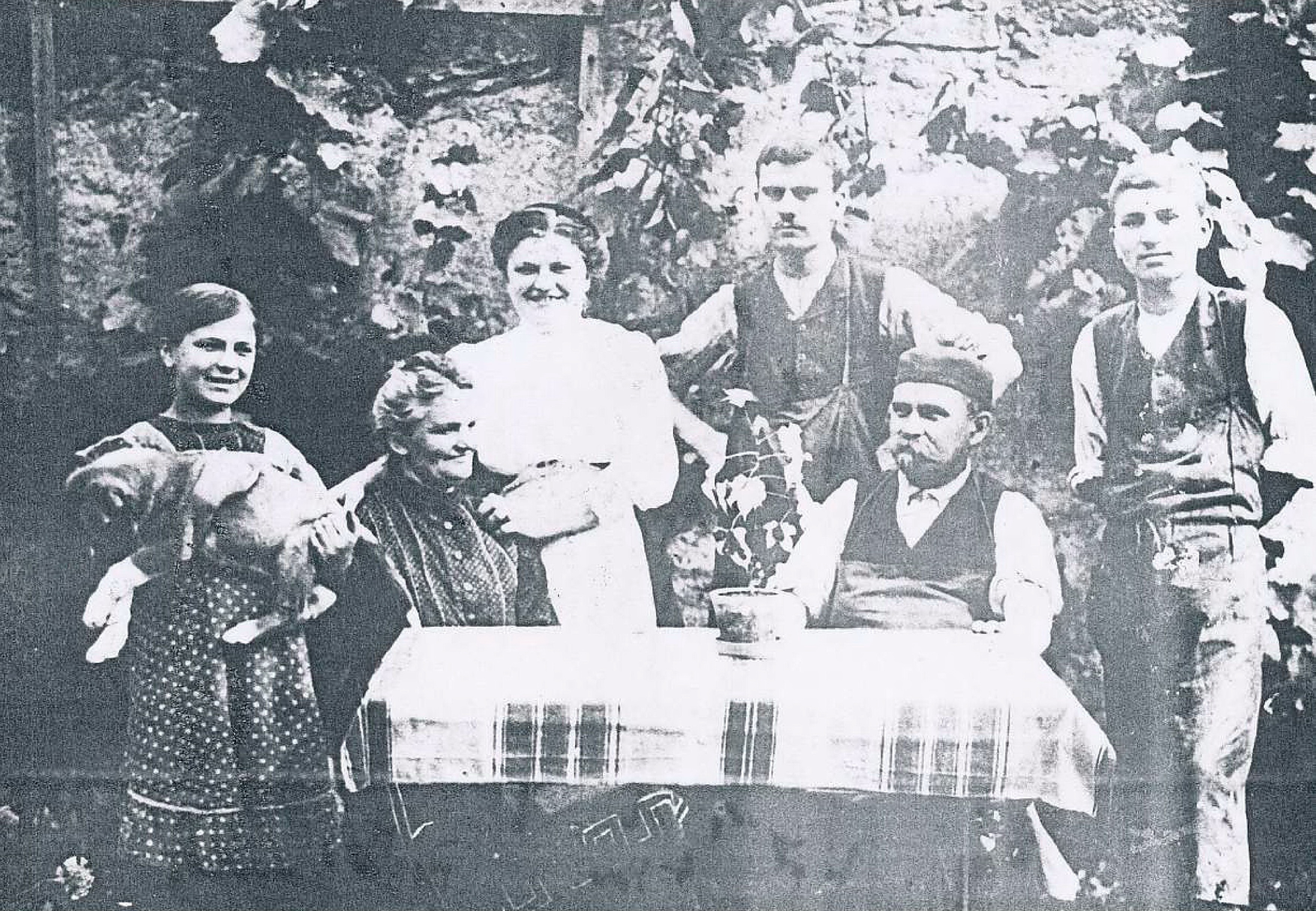
Idylická zahradní siesta rodiny Jana Tesky: vedle něho jeho manželka Antonie, rozená Kuchtová. U stolu stojí dcera Anynka s psíkem, pozdější matka Miroslava Mikuleckého, její sestra Márinka a jejich bratři Štěpán a Jan, pozdější kmotr Miroslava Mikuleckého. Chybí bratr Stanislav, pozdější ředitel školy v Polné.

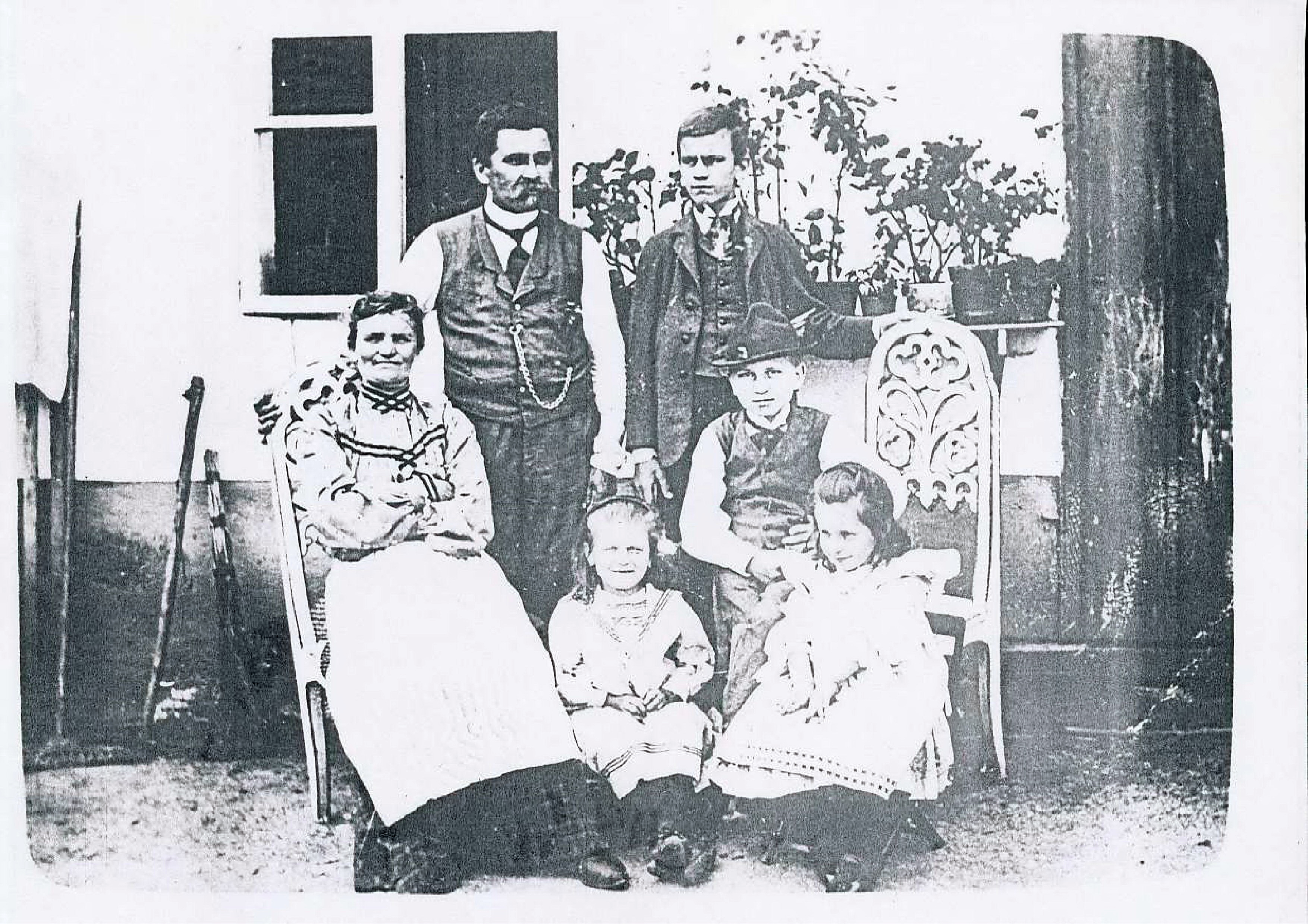
Rodina Jana Tesky

Jan Teska (28. ledna 1853 Mirotice – 1922) byl český řezbář, bratranec Mikoláše Alše. Byl otcem matky profesora Miroslava Mikuleckého, českého lékaře a vědce.

## Život a dílo
Narodil se v roce 1853 v Miroticích. Chudý chasník ze Smetanovy Lhoty u Písku se dostal do služeb českého vlasteneckého knížecího rodu Schwarzenbergů na zámcích Orlík a Hluboká. Teskův řezbářský um došel uznání panstva a Teska se stal váženým občanem. Z výdělků si postavil domek č. p. 65 v blízké obci Staré Sedlo. (V tom domě se pět let po Teskově úmrtí narodil 22. června 1927 dceři Anně syn Miroslav Mikulecký, pozdější lékař a biolog.)

### Teskův sál
Sál na orlickém zámku, původně používaný jako jídelna, dostal název po svém tvůrci, jehož je vrcholným dílem. Kazetový strop, obložení oken, dveří a stěn vyřezal Teska v letech 1885–89. Na toto mistrovské dílo použil tři druhy dřeva: lípu pálenou a mořenou, ořech a hrušku. K vytvoření stropu Tesku dle pověsti inspiroval nález malé renesanční kazety, kterou objevil nedaleko hradu Zvíkova. Kazeta údajně pocházela z renesančního stropu, který byl při požáru zničen. Na Jubilejní výstavě v Praze (1891) byla vystavena centrální růžice, na které je nyní zavěšen holandský lustr – za ni obdržel Teska stříbrnou medaili, aniž zlatá byla udělena. (Kopie této medaile je vystavena na zámku Orlík, kde se nachází originál, není známo.)